# Richard Balfe

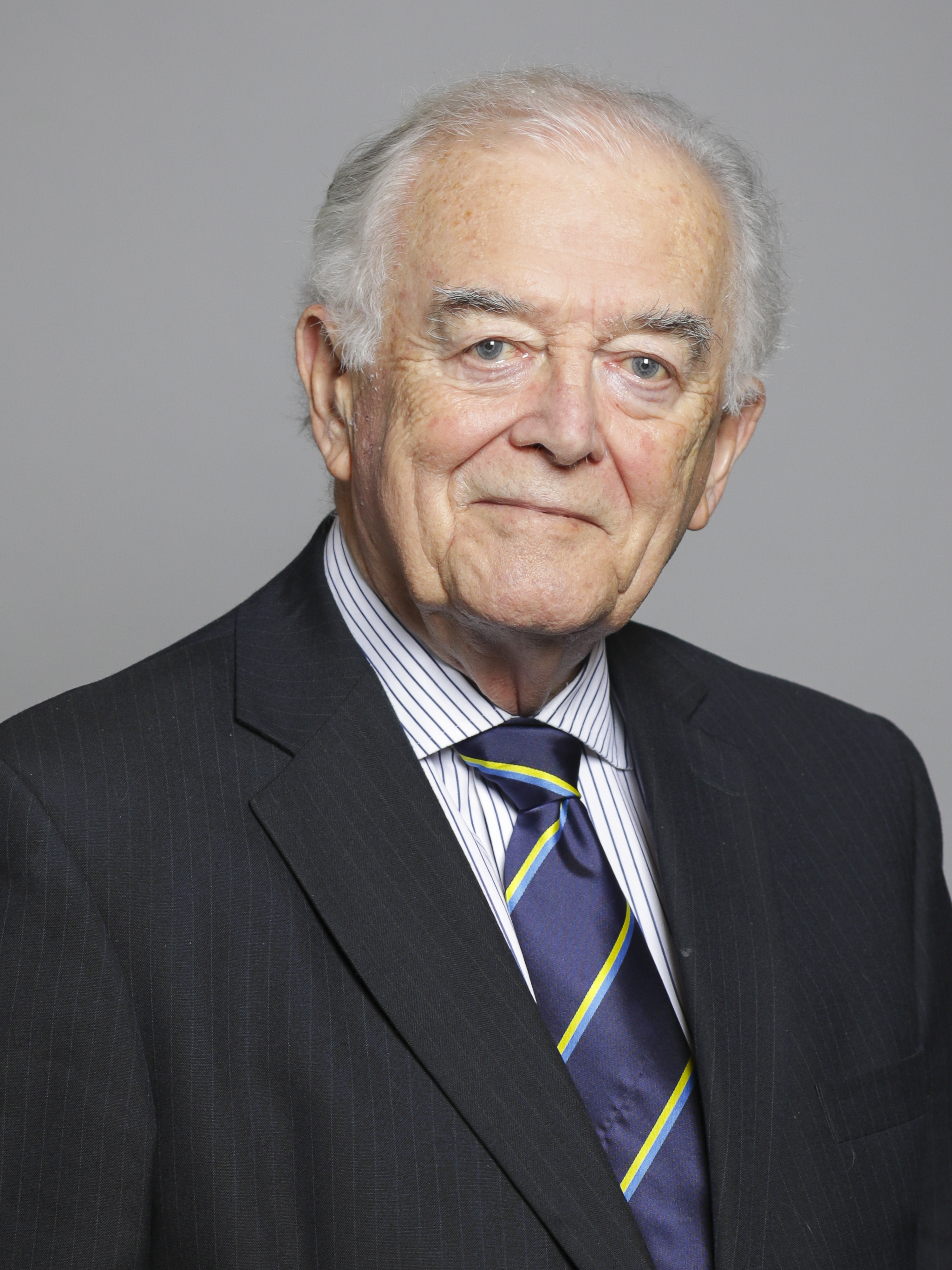
Richard Balfe, Baron Balfe, 2019

Richard Balfe, Baron Balfe (* 14. Mai 1944 in Barton Mills, Mildenhall, Suffolk) ist ein britischer Politiker der Conservative Party und Life Peer.

## Leben
Balfe war von 1979 bis 2004 Abgeordneter im Europäischen Parlament. Er war Mitglied der Labour Party. 2002 trat er nach einem Streit in der Labour-Fraktion zur Conservative Party über. Sein Übertritt im Jahre 2002 ist der erste Übertritt eines gewählten Labour-Party-Mitgliedes zur Conservative Party seit 1977, als der britische Politiker Reg Prentice, Baron Prentice zur Conservative Party wechselte.
Am 19. September 2013 wurde Richard Balfe zum Life Peer mit dem Titel Baron Balfe, of Dulwich in the London Borough of Southwark, erhoben und damit Mitglied des House of Lords.